# Gustavo Muñoz Oñativia
Gustavo Muñoz Oñativia (mort el 1910) fou un polític espanyol, comte de Fabraquer, diputat a les Corts Espanyoles durant la restauració borbònica.
Era fill del periodista i jutge José Muñoz Oñativia. Era membre del Partit Liberal, en el que va prendre partit per José Canalejas i Méndez. Fou diputat pel districte de Nules a les eleccions generals espanyoles de 1901. El 1905 fou nomenat governador civil de la província de Girona, on va intentar boicotejar les manifestacions de la Solidaritat Catalana de 1906.